# آنتن تک‌قطبی

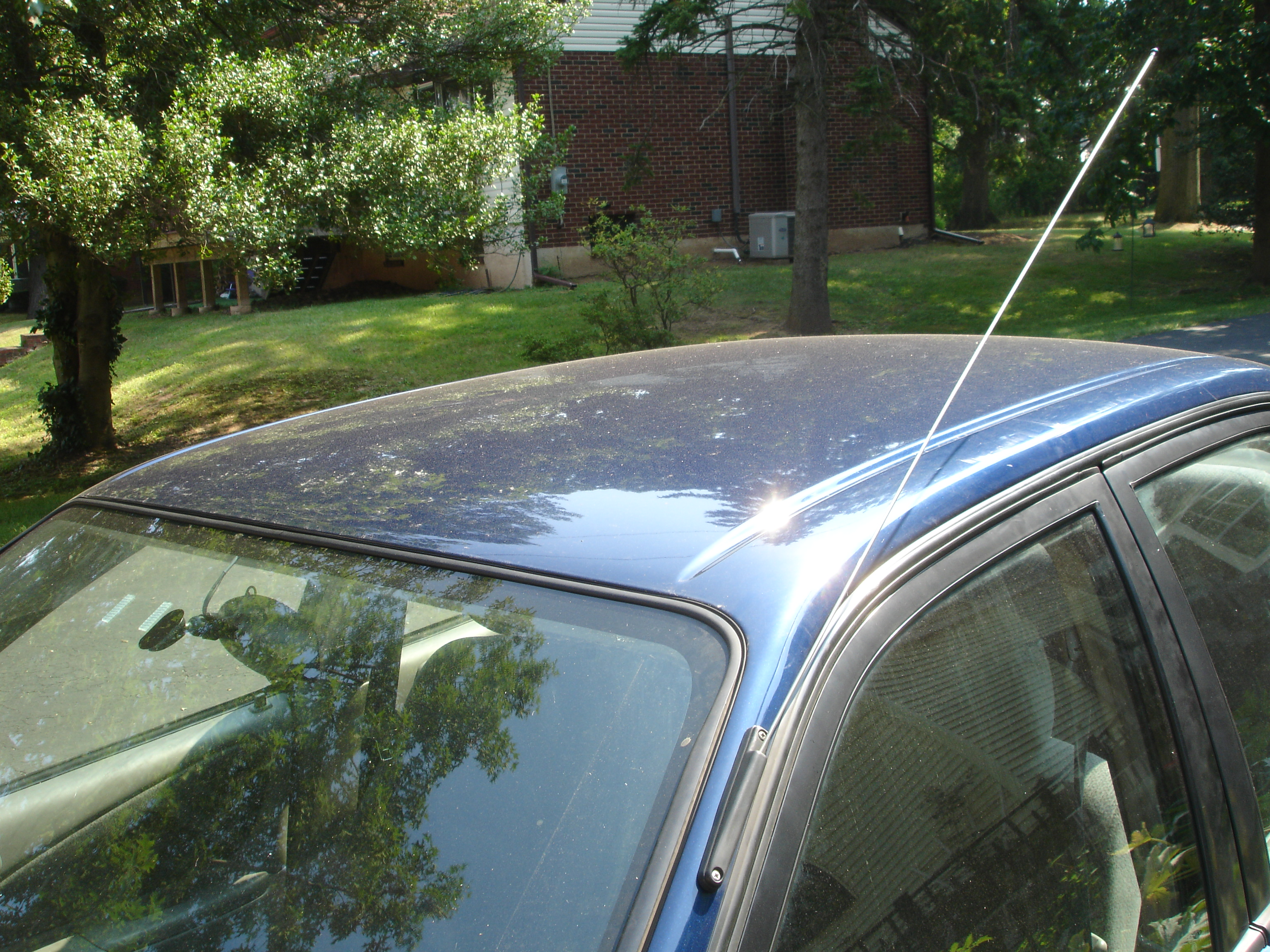
آنتن تک قطبی بر روی اتوموبیل

آنتن تک قطبی (به انگلیسی: monopole antenna) نوعی آنتن است که به صورت میله‌ای است و در بالای یک صفحه رسانا قرار می‌گیرد و معمولاً نسبت به آن قائم قرار می‌گیرد. به صفحه مذکور صفحه زمین می‌گویند. پس منظور از زمین در این نوع آنتن‌ها، با زمین عرفی فرق دارد. منیع تغذیه در این نوع آنتن‌ها در بین میله و زمین قرار می‌گیرد و یک سر آن به میله و سر دیگر آن به زمین وصل می‌شود. این آنتن در مقابل آنتن دوقطبی قرار دارد که دارای دو میله است که منبع تغذیه بین آن دو میله قرار می‌گیرد.

## عملکرد

آنتن تک قطبی و انطباق آن با آنتن دوقطبی توسط روش تصاویر

طبق روش تصاویر این آنتن کارکرد آنتن دوقطبی به طول دو برابر این آنتن را دارد. به این صورت که موج از فضا یا مستقیماً به خود میله آنتن می‌خورد که گویی به نیمه بالایی در آنتن دوقطبی برخورد کرده است یا به زمین خورده و سپس به میله منعکس می‌شود که گویی به نیمه پایینی آنتن در آنتن دوقطبی برخورد کرده است.
مزین این آنتن نسبت به آنتن دوقطبی ابعاد کوجک تر آن است که باعث افزایش استفاده آن در موارد عملی شده است. این آنتن‌ها در اتوموبیل‌ها هم به کار می‌رود که در این حالت سقف اتوموبیل به عنوان صفحه زمین عمل می‌کند. بدیهی است که در این حالت میله آنتن کاملاً افقی قرار نمی‌گیرد.

## الگوی تشعشعی

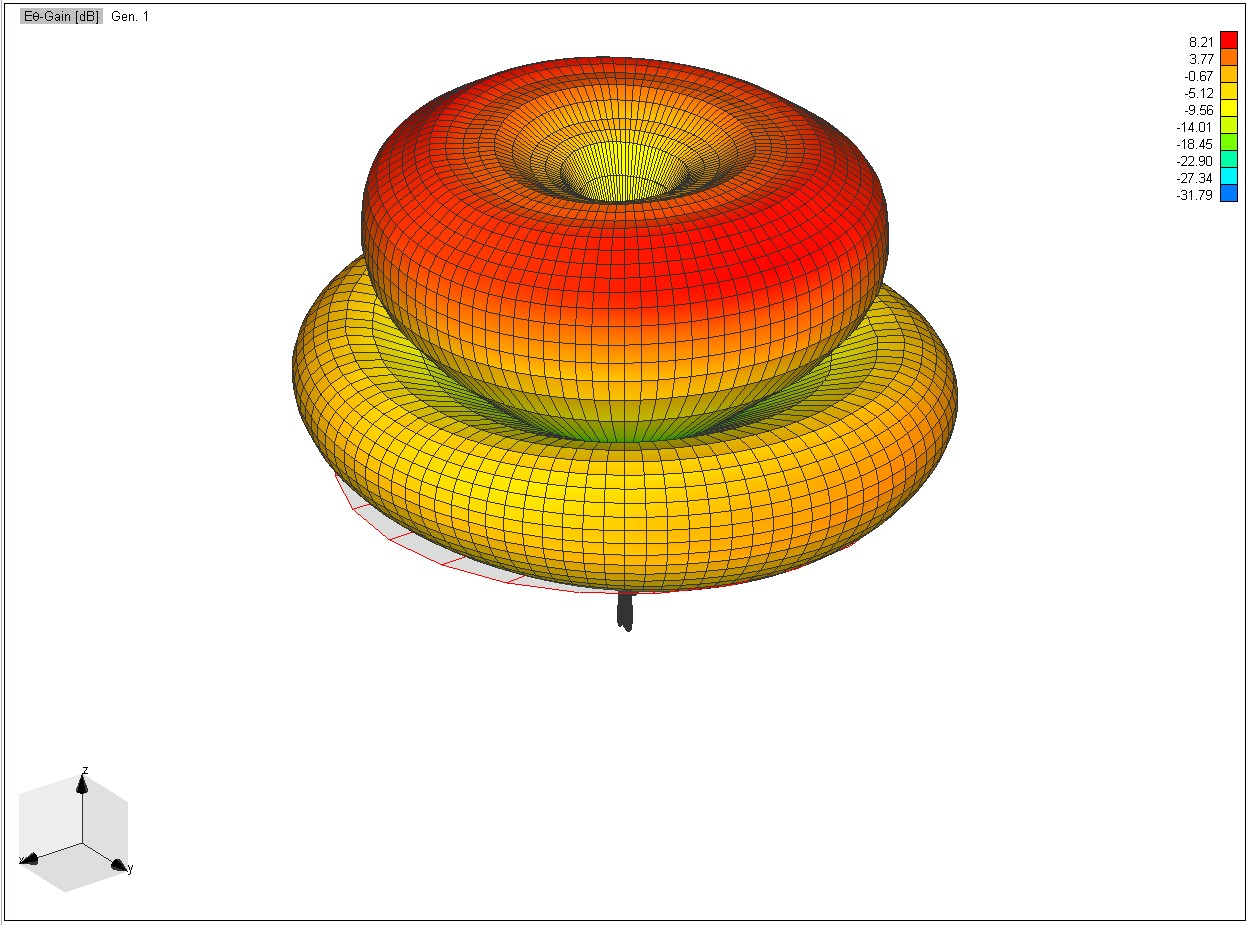
پترن تشعشی آنتن تک قطبی به طول یک و نیم برابر طول موج

در این آنتن مثل آنتن دوقطبی برای این که بدانیم پترن به چه صورتی است باید بدانیم طول آنتن چند برابر طول موج است. مثلاً آنتن‌های تک قطبی که طول آنها کمتر از ربع طول موج است فقط یک لوب (lobe) دارند. به هریک از گلبرک‌هایی که در شکل روبرو در پترن آنتن دیده می‌شود یک لوب می‌گویند.